# Das gibt Ärger
Das gibt Ärger (Originaltitel This Means War) ist eine US-amerikanische Action-Komödie des Regisseurs McG aus dem Jahr 2012. Er handelt von zwei Geheimagenten, dargestellt von Chris Pine und Tom Hardy, die sich in dieselbe Frau, gespielt von Reese Witherspoon, verlieben.

## Handlung
Nach einem missglückten Auftrag in Hongkong gegen den international gesuchten Verbrecher Karl Heinrich werden die beiden CIA-Kollegen und besten Freunde FDR Foster und Tuck Henson in den Innendienst versetzt. Da es dort nicht viel zu tun gibt, lernt Tuck über ein Dating-Portal die attraktive und sympathische Lauren kennen. Allerdings begegnet auch FDR unabhängig von Tuck Lauren in einer Videothek. Als die Freunde herausfinden, dass sie beide um dieselbe Frau werben, beschließen sie, daraus einen Wettkampf zu machen, von dem Lauren nichts weiß.
Lauren trifft beide Männer mehrmals unabhängig voneinander, wobei die Konkurrenten jeweils Technik und Personal des Geheimdienstes missbrauchen, um sich einen Vorteil zu verschaffen. Lauren gerät dadurch aber immer mehr unter Druck. Als allerdings Karl Heinrich in die USA einreist, um sich an FDR und Tuck zu rächen, die für den Tod seines Bruders verantwortlich sind, müssen die beiden gegenüber Lauren gestehen, dass sie sich schon sehr lange kennen. Als sie ein Restaurant verlassen wollen, tauchen plötzlich Karl Heinrich und seine Männer auf und eine Verfolgungsjagd beginnt, an deren Ende Karl Heinrich ums Leben kommt. Dabei wird Lauren in eine lebensgefährliche Situation gebracht, in der sie sich für ihre wahre Liebe entscheiden muss, und ihre Wahl fällt auf FDR. Tuck wiederum wird von seiner geschiedenen Frau und seinem Sohn mit offenen Armen empfangen, nachdem die beiden die Verfolgungsjagd am Fernsehgerät verfolgt haben und auf diese Weise entdeckt haben, dass Tuck in Wirklichkeit als Geheimagent tätig ist und nicht als Reiseveranstalter.

## Hintergrund
Der Film Das gibt Ärger war bereits Jahre vor dem eigentlichen Produktionsbeginn geplant, zunächst noch mit Martin Lawrence und Chris Rock in den Hauptrollen. Das Projekt kam jedoch nicht zustande. In den folgenden Jahren wurde das Drehbuch weiterentwickelt und verschiedene Schauspieler wurden für die Hauptrollen in Betracht gezogen.
Die Rolle des Tuck Henson wurde so auch Sam Worthington angeboten. Nachdem dieser jedoch abgelehnt hatte, übernahm Tom Hardy die Rolle.
Der Film sollte ursprünglich am 14. Februar 2012 – zum Valentinstag – in den Vereinigten Staaten in die Kinos kommen. Die Produktionsfirma 20th Century Fox verlagerte den offiziellen Starttermin jedoch auf den 17. Februar 2012, da auf diese Weise eine Konkurrenz des Films mit dem Romantik-Drama Für immer Liebe (The Vow) vermieden werden sollte. Stattdessen wurde der Film am 14. Februar 2012 in rund 2000 Kinos als Überraschungspremiere aufgeführt. In Deutschland erschien der Film am 1. März 2012 in den Kinos.

## Deutsche Synchronfassung
Die deutsche Synchronbearbeitung entstand bei Film- & Fernseh-Synchron in Berlin. Das Dialogbuch verfasste Klaus Bickert, Synchronregie führte Norman Matt.
Til Schweiger synchronisierte sich in der deutschsprachigen Fassung selbst, während Matthias Klages gleich mehrere Rollen einsprach.
| Darsteller        | Deutscher Sprecher | Rolle                                                |
| ----------------- | ------------------ | ---------------------------------------------------- |
| Reese Witherspoon | Manja Doering      | Lauren                                               |
| Chris Pine        | Norman Matt        | FDR Foster                                           |
| Tom Hardy         | Simon Jäger        | Tuck                                                 |
| Daren A. Herbert  | Julien Haggége     | Agent Bothwick                                       |
| Kevin O’Grady     | Stefan Günther     | Agent Boyle                                          |
| Viv Leacock       | Olaf Reichmann     | Agent Downing                                        |
| Thomas Potter     | Matthias Klages    | CIA-Angestellter Jenkins                             |
| Angela Bassett    | Anke Reitzenstein  | Collins                                              |
| Jenny Slate       | Nicole Hannak      | Emily                                                |
| Gretal Montgomery | Maria Koschny      | Flugbegleiterin Maya                                 |
| George Touliatos  | Peter Groeger      | Großvater Foster                                     |
| Til Schweiger     | Til Schweiger      | Heinrich                                             |
| Conrad Coates     | Tino Kießling      | Hudson                                               |
| Mike Dopud        | Adrian Kostré      | Ivan                                                 |
| John Paul Ruttan  | Ben Hadad          | Joe                                                  |
| Abigail Spencer   | Melanie Hinze      | Katie                                                |
| Aleks Paunovic    | Matti Klemm        | Karate-Vater Max                                     |
| Rosemary Harris   | Kornelia Boje      | Nana Foster                                          |
| Allan Gray        | Bernd Rumpf        | Schneider                                            |
| Warren Christie   | Leonhard Mahlich   | Steve                                                |
| Chelsea Handler   | Vera Teltz         | Trish                                                |
| Leonardo DiCaprio | Gerrit Schmidt-Foß | Jack Dawson (Ausschnitt aus 'Titanic')               |
| Kate Winslet      | Ulrike Stürzbecher | Rose DeWitt Bukater (Ausschnitt aus 'Titanic')       |
|                   | Matthias Klages    | Einsatzleiter, Paintball Player, Wache, Männerstimme |

## Kritiken
„Ein Karrieretiefpunkt für alle drei seiner liebenswerten Stars. Das gibt Ärger ist laut, schwerfällig geschrieben und weder romantisch noch lustig.“

„Beim Versuch, es allen Zuschauern recht zu machen, gerät der Film gehörig ins Stolpern. Die cartoonhaften, in manchen Details aber unpassend harten Actionszenen, fügen sich kaum in die Story ein und wirken wie eine bloße Konzession ans männliche Publikum. […] Originelle Gags sind dagegen Mangelware. […] Zum Finale macht es sich das schludrige Drehbuch sehr leicht und büßt den letzten Rest Glaubwürdigkeit ein.“

„Zwei Superspione prügeln sich um eine Frau und das Publikum hat Spaß dabei. So einfach ist Das gibt Ärger zu umschreiben und das funktioniert, weil Regisseur McG und sein Autorenduo nie versuchen, daraus viel mehr zu machen. Gekonnt verbinden sie so die Genres der Action- und der romantischen Komödie zu einem extrem kurzweiligen Film“

## Auszeichnungen
John Paul Ruttan erhielt eine Nominierung für den Young Artist Award in der Kategorie Beste Leistung eines Jugenddarstellers in einer Nebenrolle.